# سيكلوتول
مركب سيكلوتول هو مادة متفجرة تتكون من خلائط قابلة للخلط من آر دي إكس وتي إن تي.
وهو مرتبط بمركب B الأكثر شيوعا وهو ما يقرب من 60٪ آر دي إكس و 40٪ تي إن تي وتوجد تراكيب مختلفة من سيكلوتول تحتوي على 65 ٪ إلى 80 ٪ من آر دي إكس
تتراوح النطاقات النموذجية من 60/40 إلى 80/20 تي إن تي / آر دي إكس الا ان الأكثر شيوعا هو 70/30 بينما يستخدم الجيش في الغالب 77/23 في الرؤوس الحربية.

## الاستعمال
لا يستخدم سيكلوتول بشكل شائع لكنه مفيد حيث يعتبر المادة المتفجرة الرئيسية المستخدمة في بعض نماذج الأسلحة النووية الأمريكية .
تم استخدامه في القنبلة النووية بي 53 والرأس النووي دبليو 53 المرتبطة به. في الصناعة العسكرية الحديثة وخلال العشرين عام الماضية يمكن استخدام سيكلوتول كمواد لمعظم الذخائر العنقودية الصغيرة وتحديدا مع الشعلة الكهربائية.